# 美里町 (熊本県)
美里町（みさとまち）は、熊本県の中央部にある町。下益城郡に属する。

## 地理
美里町は熊本県の中央部、熊本市から南東約30kmの場所に位置する。北西部（旧中央町の中心部）には熊本盆地の南端にあたる平地があるが、町の約8割近くが山地・森林である。町域の南部は九州山地の一角を占めており、甲佐岳、雁俣山、京丈山などの標高1000m級の山が連なっている。町内を緑川、釈迦院川などの河川が流れ、町の北東部には緑川ダムがある。

### 隣接している市町村
- 宇城市
- 八代市
- 上益城郡御船町・甲佐町・山都町

### 地名
旧中央町
- 岩下(旧中山村)
- 大沢水(旧中山村)
- 堅志田(旧中山村)
- 萱野(旧中山村)
- 木早川内(旧中山村)
- 小市野(旧中山村)
- 白石野(旧中山村)
- 津留(旧中山村)
- 中郡(旧中山村)
- 中小路(旧中山村)
- 原田(旧中山村)
- 馬場(旧中山村)
- 松野原(旧中山村)
- 小筵(旧年祢村)
- 坂本(旧年祢村)
- 佐俣(旧年祢村)
- 椿(旧年祢村)
- 中(旧年祢村)
- 長尾野(旧年祢村)
- 払川(旧年祢村)
- 下草野(旧年祢村、一時期砥用町に属していた。)

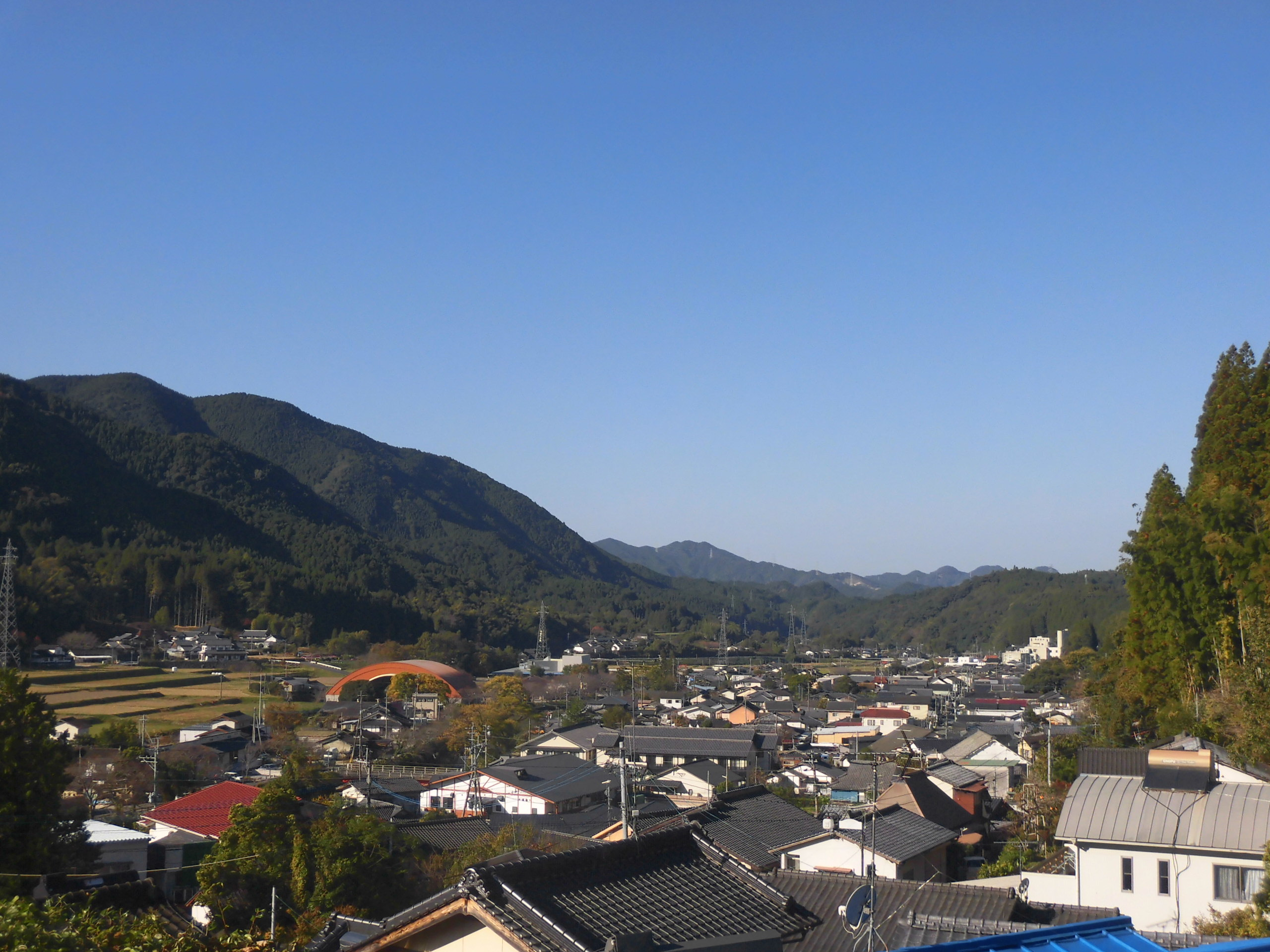
砥用地域

旧砥用町
- 安部
- 石野
- 大窪
- 柏川
- 清水
- 栗崎
- 古閑
- 境
- 三加
- 土喰
- 永富
- 名越谷
- 二和田
- 早楠
- 原町
- 三和
- 畝野(旧東砥用村)
- 大井早(旧東砥用村)
- 川越(旧東砥用村)
- 甲佐平(旧東砥用村)
- 遠野(旧東砥用村)
- 豊富(旧東砥用村)
- 洞岳(旧東砥用村)
- 涌井(旧東砥用村)
- 今(旧年祢村→中央村)
- 岩野(旧年祢村→中央村)
- 坂貫(旧年祢村→中央村)

## 歴史

### 近現代
- 1876年 現在の町域に当たる村のうち、合併により以下の村々が成立。
  - 中郡村（池田村・高木村・上神園村・下神園村）
  - 洞岳村（山出村・藤木村・下福良村・夏水村・天ヶ瀬村・戸屋村）
  - 大井早村（大辻村・勢井村・越早村）
  - 畝野村（金木村・内園村・迫村・水上村）
  - 遠野村（岩上村・興正寺村・権正村・北野村）
  - 川越村（小崎村・用来村・貫平村）
  - 豊富村（桑津留村・福良村）
  - 涌井村（竹迫村・庵室村・峙原村）
  - 清水村（内山村・桑木野村）
  - 永富村（津留村・河原畠村・御前浜村・舞鹿野村・一谷村・越早津村）
  - 境村（目磨村・九折原村）
  - 三加村（田中村・下田村・岩尾野村）
  - 三和村（長野村・常海原村・北村）
  - 二和田村（小長野村、小夏村）
  - 安部村（安懸村・口原村・久立村）
- 1889年4月1日 町村制実施に伴い、現在の町域にあたる以下の村が発足。
  - 下益城郡
    - 中山村（中郡村・堅志田村・馬場村・大沢水村・中小路村・岩下村・原田村・萱野村・津留村・白石野村・木早河内村・小市野村・松野原村）
    - 年禰村（長尾野村・小筵村・岩野村・椿村・払川村・坂本村・佐俣村・中村・下草野村・今村・坂貫村）
    - 西砥用村（清水村・永富村・境村・三加村・三和村・二和田村・安部村・石野村・柏川村・原町村・大窪村・名越谷村・土喰村・栗崎村・古閑村・早楠村）
    - 東砥用村（甲佐平村・洞岳村・大井早村・畝野村・遠野村・川越村・豊富村・涌井村）
- 1924年4月1日 西砥用村が町制施行し、砥用町となる。
- 1955年1月1日 中山村と年祢村が対等合併し、中央村が発足。
- 1955年4月1日 砥用町（初代）と東砥用村が新設合併し、砥用町（2代目）が発足。
- 1955年7月 中央村のうち、今、坂貫、下草野、岩野の一部（字・九尾）を砥用町に編入。
- 1957年7月 砥用町のうち、下草野を中央村へ分離。
- 1975年1月1日 中央村が町制施行し、中央町となる。
- 2004年11月1日 中央町と砥用町の新設合併により美里町が発足。
- 2024年11月1日 町歌「美しい里 美里町」を制定[1]。

## 行政
- 町長：上田 泰弘

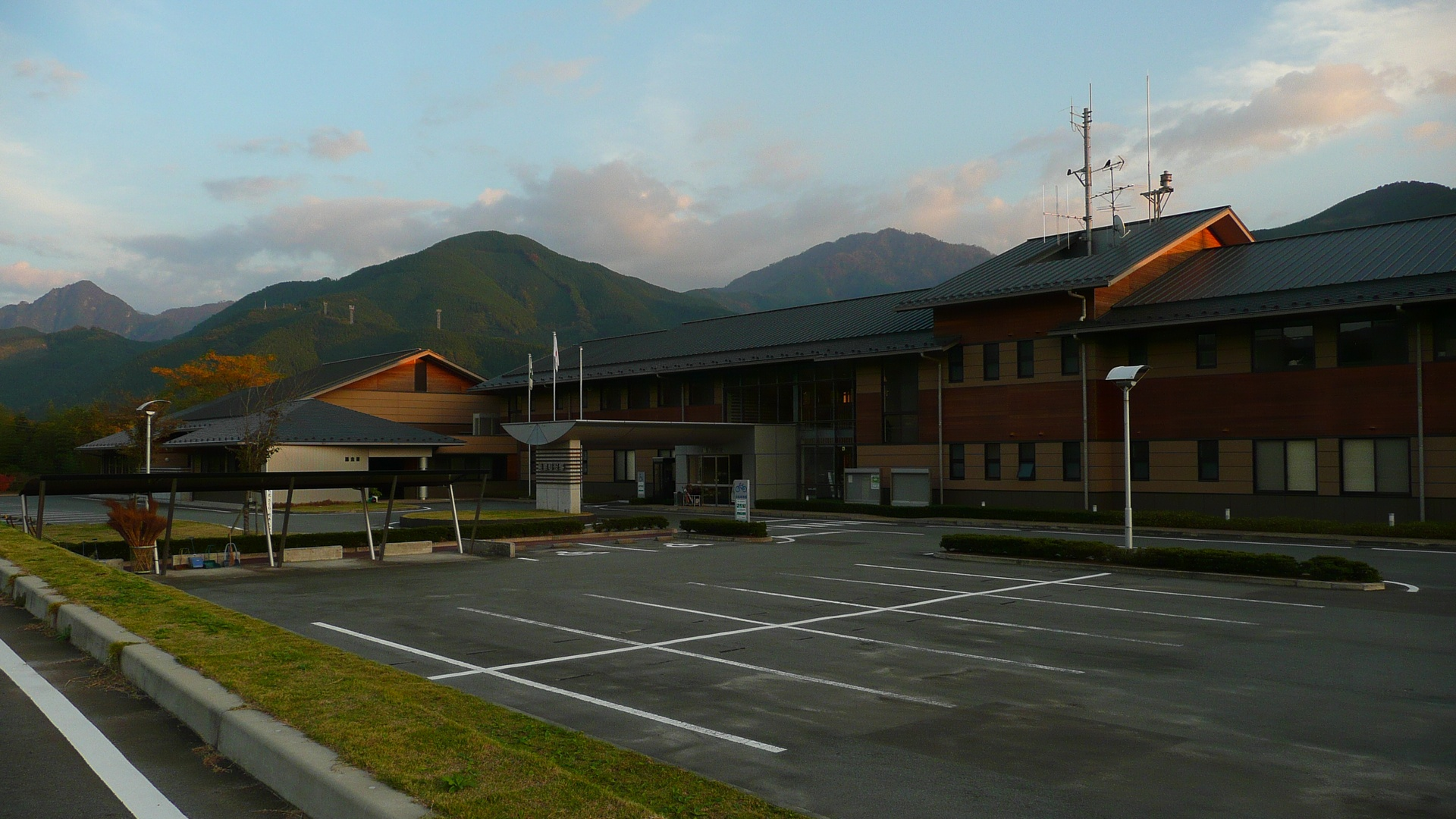
砥用庁舎

- 2004年（平成16年）11月1日の合併から分庁舎方式を採用していたが、合併10年を迎え中央庁舎を本庁舎とした。砥用庁舎は以下の通り。
所在地：〒861-4732 熊本県下益城郡美里町三和420

## 経済

### 産業
2004年度町内総生産 271億円

## 地域

### 人口
| |                                        |  |
| 美里町と全国の年齢別人口分布（2005年） | 美里町の年齢・男女別人口分布（2005年） |  |
| ■紫色 ― 美里町 ■緑色 ― 日本全国 | ■青色 ― 男性 ■赤色 ― 女性              |  |
| 美里町（に相当する地域）の人口の推移 \| 1970年（昭和45年） \| 16,579人 \| \| \| 1975年（昭和50年） \| 14,826人 \| \| \| 1980年（昭和55年） \| 14,727人 \| \| \| 1985年（昭和60年） \| 14,983人 \| \| \| 1990年（平成2年） \| 14,222人 \| \| \| 1995年（平成7年） \| 13,594人 \| \| \| 2000年（平成12年） \| 12,969人 \| \| \| 2005年（平成17年） \| 12,254人 \| \| \| 2010年（平成22年） \| 11,388人 \| \| \| 2015年（平成27年） \| 10,333人 \| \| \| 2020年（令和2年） \| 9,392人 \| \| |                                        |  |
| 総務省統計局 国勢調査より |                                        |  |
| 1970年（昭和45年） | 16,579人                               |  |
| 1975年（昭和50年） | 14,826人                               |  |
| 1980年（昭和55年） | 14,727人                               |  |
| 1985年（昭和60年） | 14,983人                               |  |
| 1990年（平成2年） | 14,222人                               |  |
| 1995年（平成7年） | 13,594人                               |  |
| 2000年（平成12年） | 12,969人                               |  |
| 2005年（平成17年） | 12,254人                               |  |
| 2010年（平成22年） | 11,388人                               |  |
| 2015年（平成27年） | 10,333人                               |  |
| 2020年（令和2年） | 9,392人                                |  |

### 教育

#### 中学校
美里町立（2校）
- 中央中学校
- 砥用中学校
  - 閉校になった中学校は熊本県中学校の廃校一覧#下益城郡を参照。

#### 小学校
美里町立（3校）
- 中央小学校
- 砥用小学校
- 励徳小学校
  - 閉校になった小学校は熊本県小学校の廃校一覧#下益城郡を参照。

## 交通

### 空港
- 最寄り空港は熊本空港（阿蘇くまもと空港）。

### 鉄道
- 過去に町内を熊延鉄道が通っていたが、現在は鉄道路線は通っていない。現在の最寄り鉄道駅は松橋駅。

### バス
現在は町内に発着する高速バスはない。
- 産交バス
  - 宇城市（松橋駅） - 美里町（砥用）
- 熊本バス
  - 熊本市（熊本桜町バスターミナル） - 御船町（豊秋） - 甲佐町 - 美里町 - 山都町（浜町）
  - 熊本市（熊本桜町バスターミナル） - 御船町（銀行前） - 甲佐町 - 美里町
- 麻生交通 - 2009年4月に熊本バスから「氷川ダム線」「小市野線」を譲渡され運行する。
  - 甲佐町 - 美里町 - 八代市（泉町・氷川ダム）
  - 甲佐町 - 美里町（鶴場）
- コミュニティバス「美里バス」[2] - 2018年10月1日運行開始[3]。

### 道路

#### 一般国道
- 国道218号
- 国道443号
- 国道445号

#### 一般県道
- 熊本県道105号甲佐小川線
- 熊本県道153号清和砥用線
- 熊本県道220号三本松甲佐線
- 熊本県道321号囲砥用線

## 名所・旧跡・観光スポット・祭事・催事
- 若宮神社 - 下益城郡美里町馬場605
- 穂積阿蘇神社 - 下益城郡美里町三和10

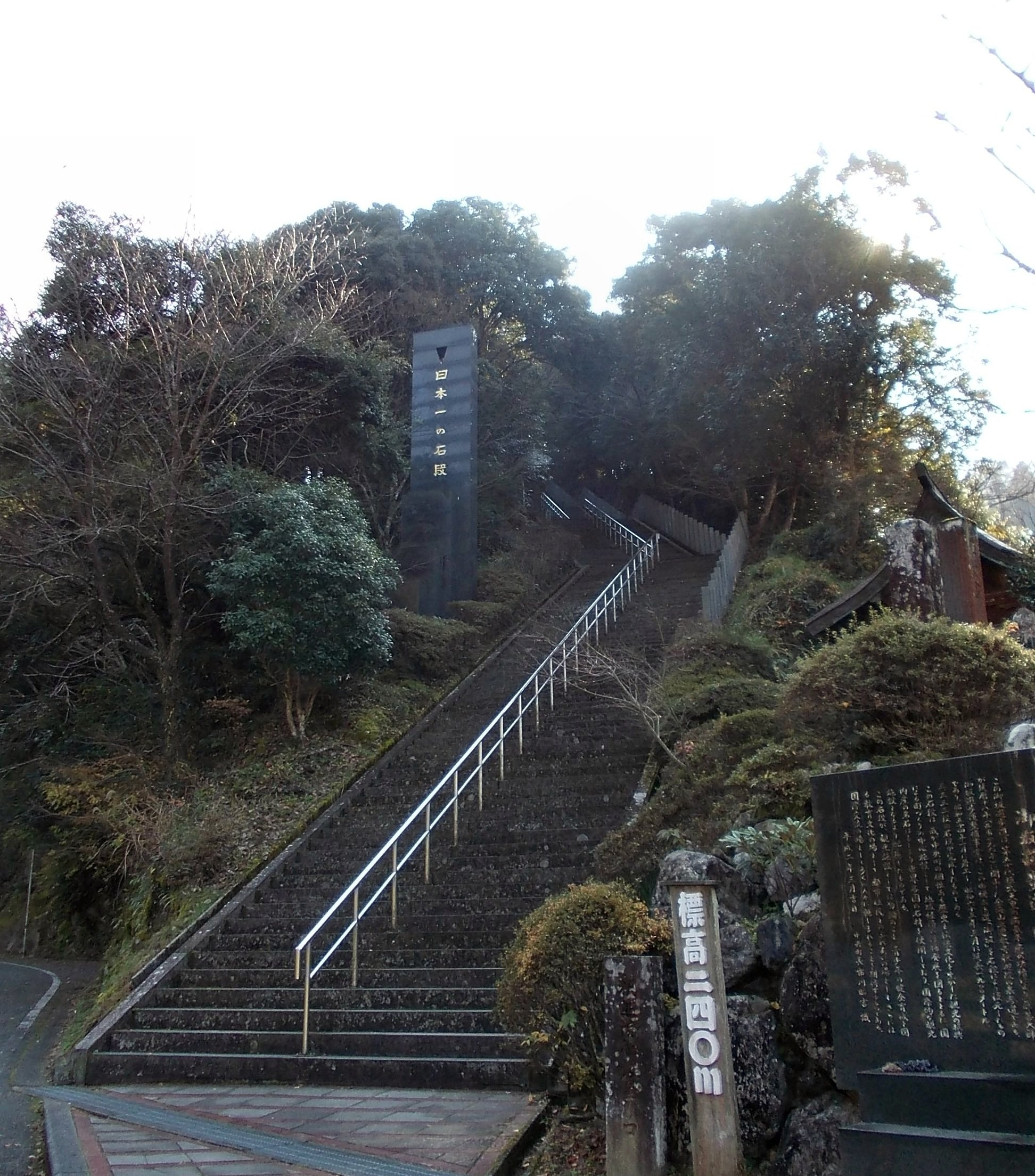
日本一の石段 - 釈迦院への参道

- 佐俣阿蘇神社 - 下益城郡美里町佐俣548
- 霊台橋
  - 霊台橋を筆頭に町内には大小合わせて30以上の石橋がある。
- 日本一の石段 - 釈迦院御坂遊歩道。釈迦院への参道。3,333段。
- 堅志田城跡
- 新春霊台橋マラソン大会
  - 1月1日に開催されるマラソン大会。町外からの参加者も多い。

## 出身者
- 緒方由美（ローカルタレント）
- 吉田智志（サッカー選手）
- 丸山三造（柔道家）
- 菊池守（登山家）
- 坂口登（現代画家）